# ФК Девићи
ФК Девићи је фудбалски клуб, из истоименог места Девићи код Ивањице. Клуб је обновљен и поновно основан 2021. године. Фк Девићи се такмиче Moравичкој окружној лиги у фудбалу.  

## О клубу
Фк Девићи је клуб из истоименог села Девићи код Ивањице. У тренутној сезони 2023/24., такмиче се у Moравичкој окружној лиги у фудбалу. Главна боја клуба је црвена. Домаћи терен је терен у Девићима. Клуб је постајао раније, али је угашен, па је 2021. донета одлука да се клуб поново оснује и обнови. Председник клуба је Горан Ковачевић. 

## Од поновног оснивања
Клуб је обновљен и поновно основан 2021. године. Тада се придружио општинској лиги Лучани у сезони 2021/22. где је заузео другу позицију. Прва утакмица одиграна је против Фк Минерала из Рудна, и завршена је резултатом 2:2. У Сезони 2022/23. заузео је прву позицију у Општинској лиги Лучани, и пласирао се у Моравичку окружну лигу, у којој се такмичи у сезони 2023/24.

## Успеси
Сезона 2021/22. : Друго место у општинској лиги Лучани
Сезона 2022/23. : Прво место у општинској лиги Лучани 